# Käferbohnensalat

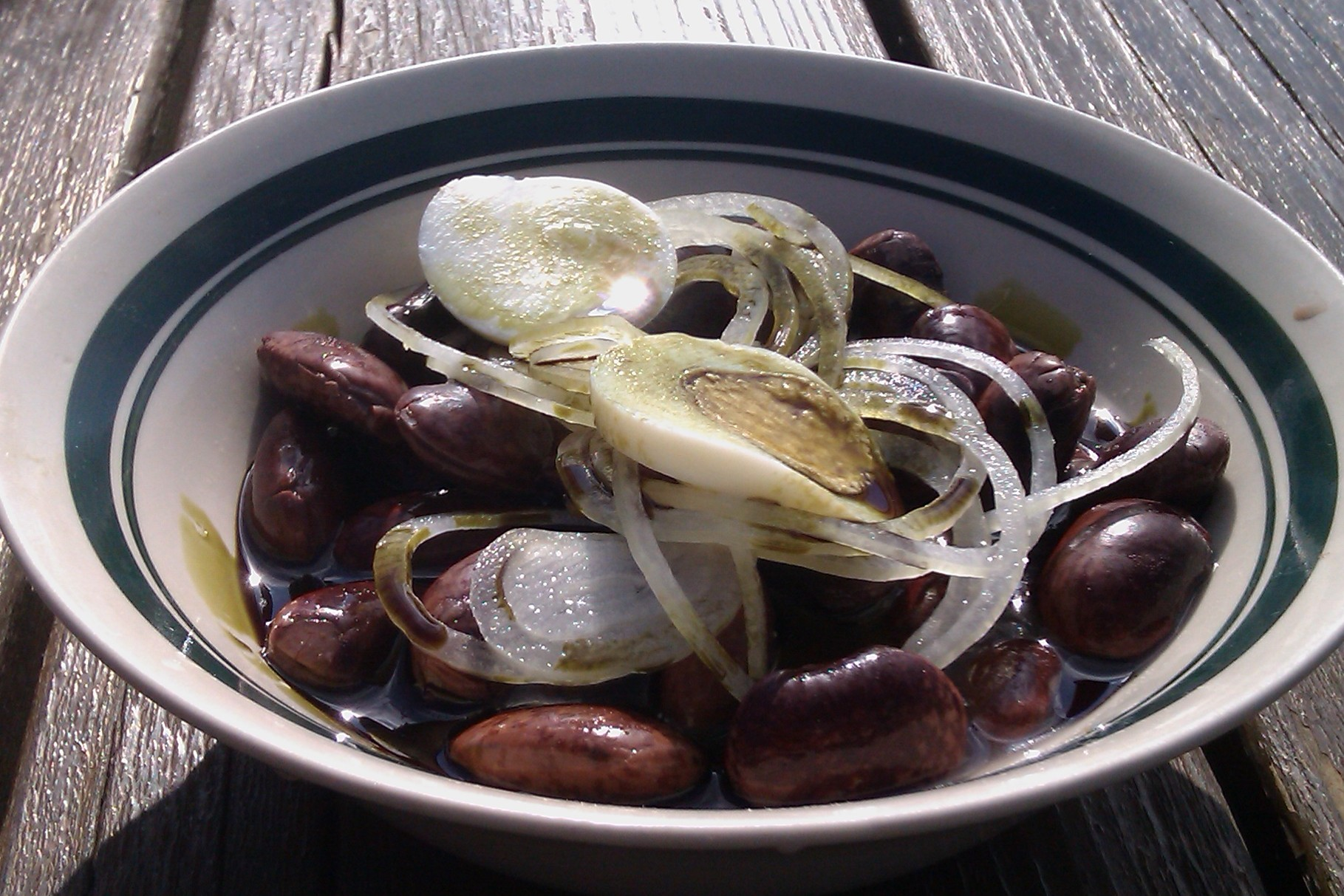
Pronkbonensalade

Käferbohnensalat is een salade gemaakt van pronkbonen (in Oostenrijk 'Käferbohnen' genoemd) uit de traditionele Stiermarkse keuken. In tegenstelling tot in België en Nederland worden pronkbonen in de Stiermarken niet als snijbonen gegeten, maar laat men ze rijpen zodat de zaden in salades kunnen worden gebruikt. De bonen (zaden) zijn lichtpaars van kleur met zwarte vlekken en lijken op kevers (Duits: Käfer), wat leidde tot de naam Käferbohnen. 

## Toebereiding
Ter voorbereiding laat men gedroogde bonen een nacht in water weken. Vervolgens worden de bonen in het weekwater gekookt met bonenkruid en een beetje suiker. Halverwege de kooktijd worden de bonen op smaak gebracht met zout. Voor de bereiding van de salade worden de bonen gemengd met fijngehakte, flinterdunne uien en op smaak gebracht met appelazijn, zout en peper. Typisch is het gebruik van pompoenpitolie die in geheel Stiermarken traditioneel wordt geproduceerd. Als alternatief gebruikt men flinterdunne uienringen en mierikswortel als ingrediënt of garnering. Er zijn ook varianten waarbij het weekwater niet wordt gebruikt of waarbij verse bonen worden gebruikt. Käferbohnensalat kan ook worden bereid met bonen uit blik.

## Geschiedenis
De pronkboon komt oorspronkelijk uit de berggebieden van Centraal-Amerika en Mexico en werd in de 17e eeuw naar Europa gebracht. Hoe ze in Stiermarken terecht is gekomen is niet geheel duidelijk, mogelijk via de Krim en Oost-Europa, omdat ze in Stiermarken ook wel Türkische Bohne wordt genoemd. Zeker is dat pronkbonen sinds de 19e eeuw continu in Stiermarken worden geteeld. Sinds 2016 is Steirische Käferbohne door de EU erkend als beschermde oorsprongsbenaming.

## Afbeeldingen

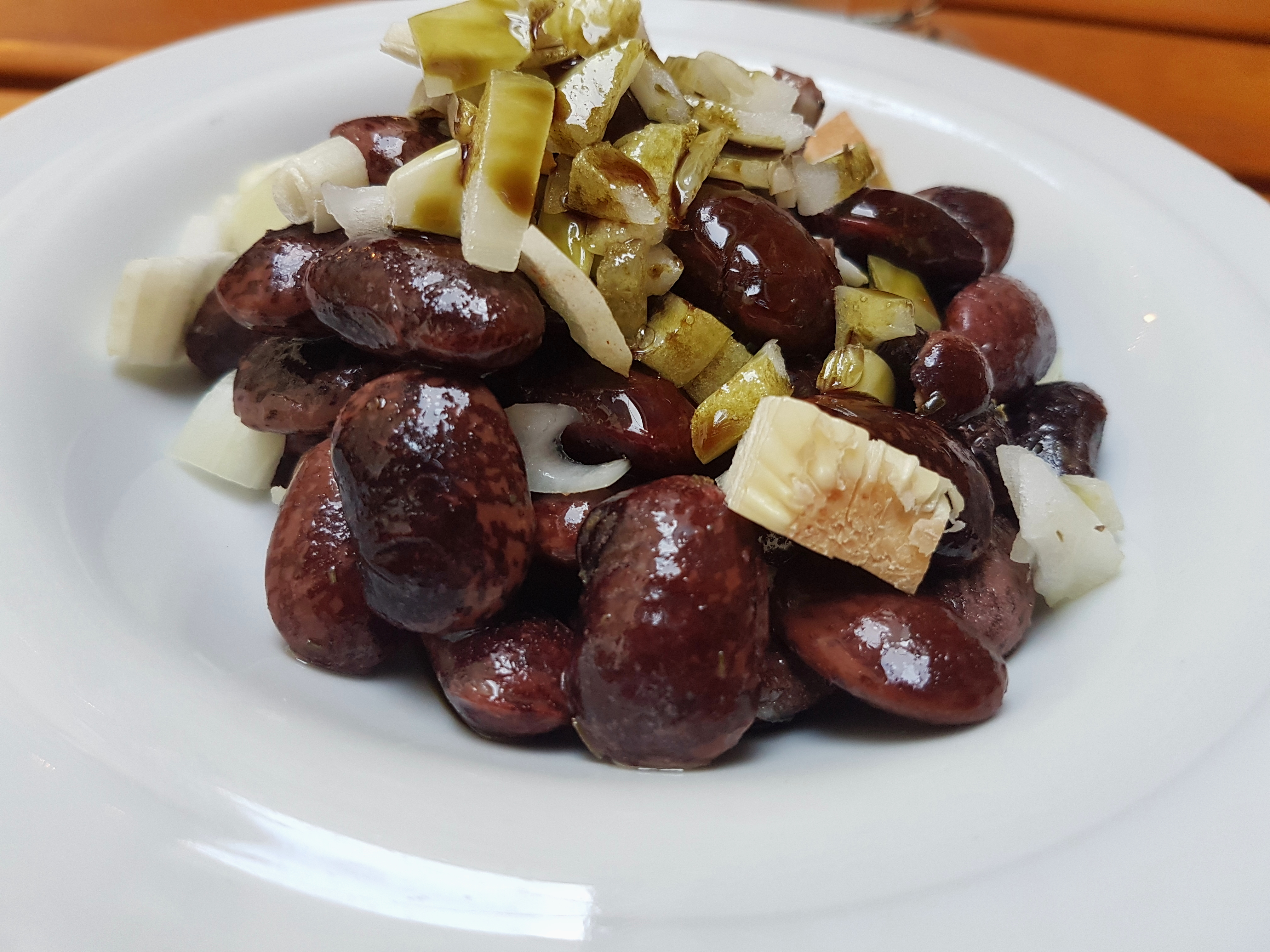
Pronkbonensalade met uien en pompoenpitolie
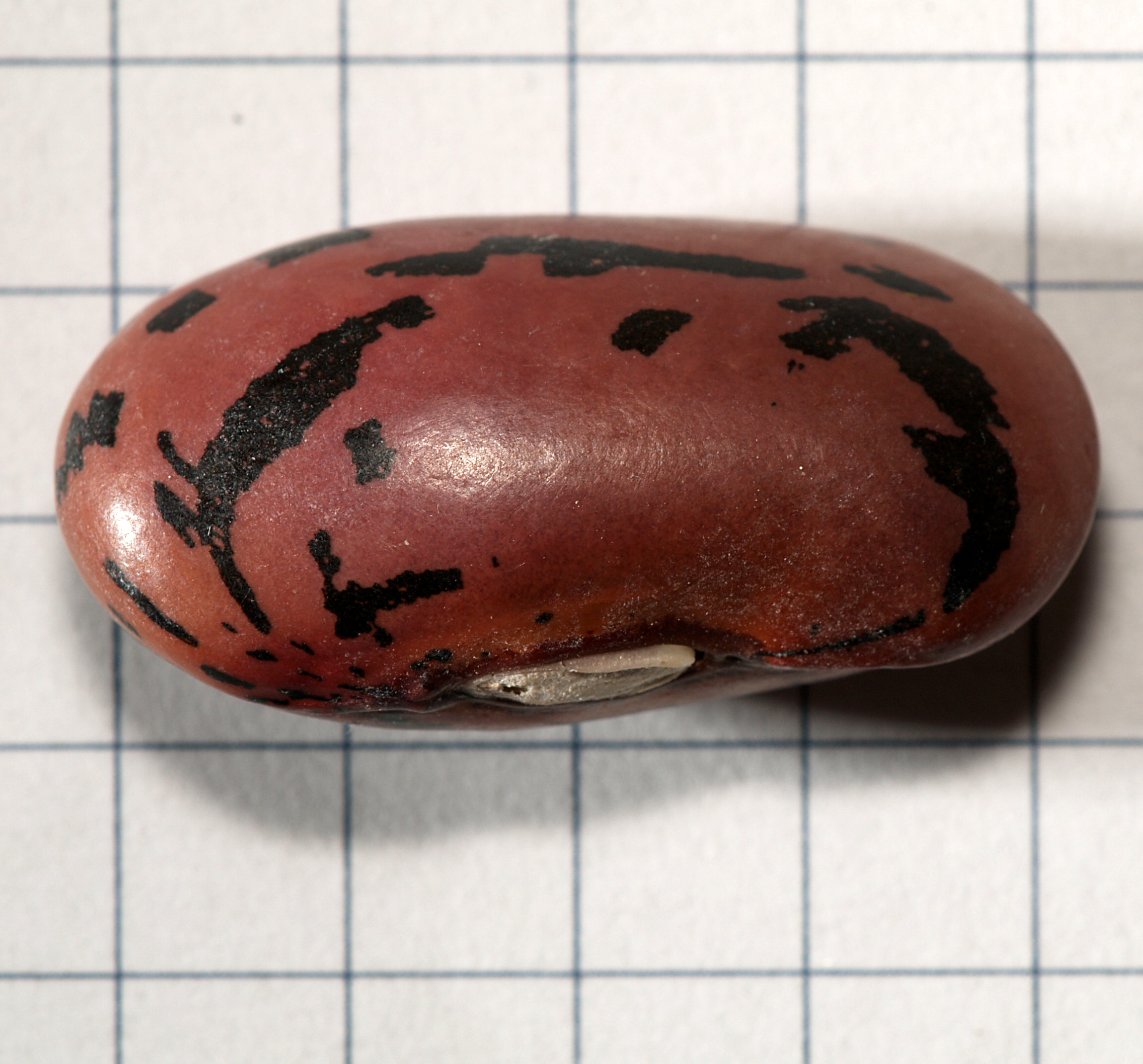
Pronkboon (zaad)
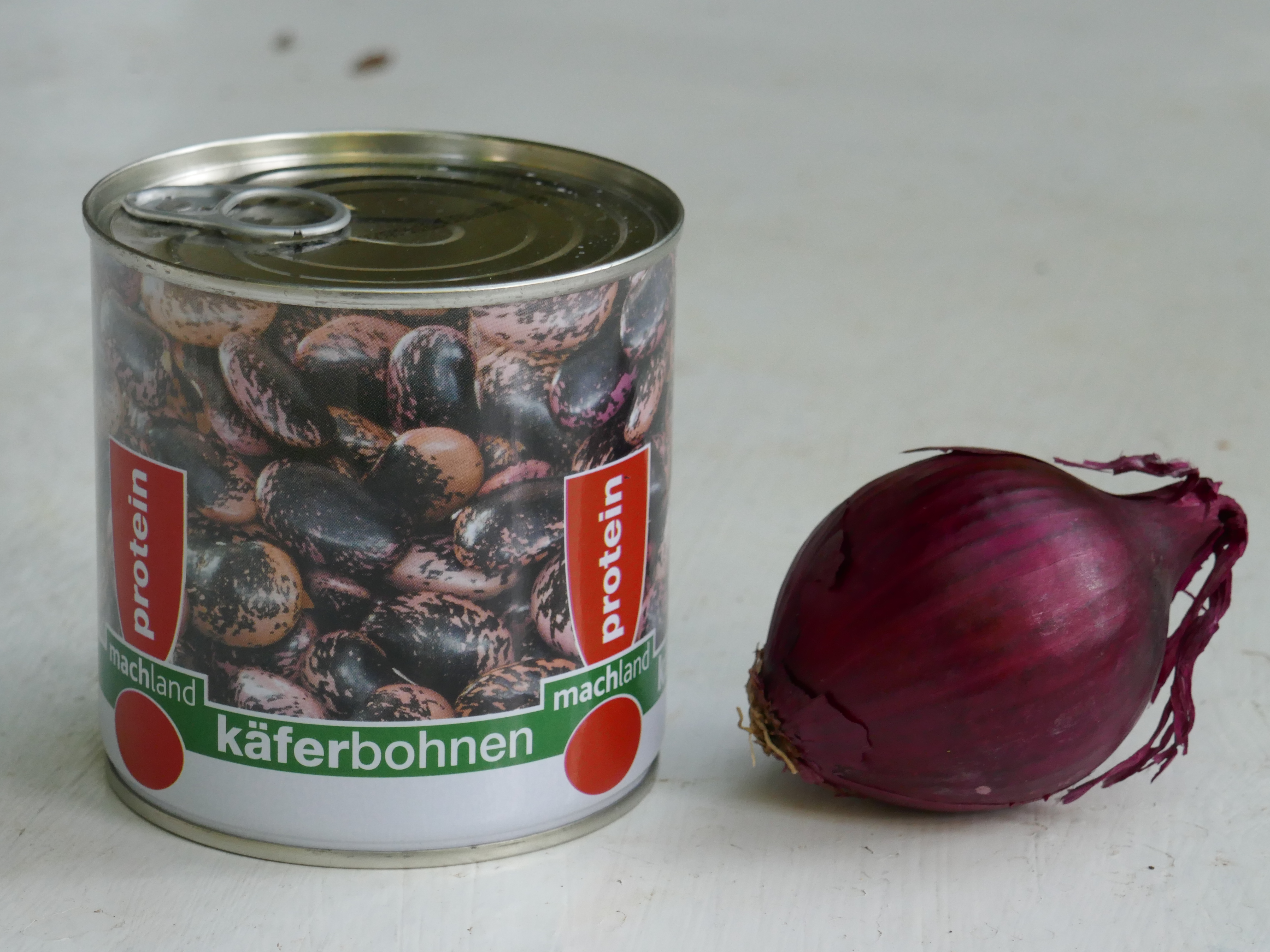
Conservenblik met pronkbonen